# Lundomys molitor
Lundomys molitor је врста глодара из породице хрчкова (Cricetidae).

## Распрострањење
Врста има станиште у Уругвају и Бразилу.

## Станиште
Станишта врсте су шуме, травна вегетација, мочварна и плавна подручја, речни екосистеми и слатководна подручја.

## Начин живота
Врста Lundomys molitor прави гнезда. 

## Угроженост
Ова врста није угрожена, и наведена је као последња брига јер има широко распрострањење.